# Дейнеко, Николай Григорьевич
Николай Григорьевич Дейнеко (1920—1943) — старший лейтенант Рабоче-крестьянской Красной Армии, участник Великой Отечественной войны, Герой Советского Союза (1944).

## Биография
Родился 20 июня 1920 года в селе Октябрьское (ныне — Октябрьский район Челябинской области) в крестьянской семье. В 1937 году окончил семь классов школы. 
В декабре 1939 года был призван на службу в Рабоче-крестьянскую Красную Армию. С декабря 1942 года — на фронтах Великой Отечественной войны. Принимал участие в боях на Юго-Западном и Степном фронтах. В 1943 году окончил курсы усовершенствования офицерского состава. К сентябрю 1943 года гвардии старший лейтенант Николай Дейнеко был командиром роты 184-го гвардейского стрелкового полка 62-й гвардейской стрелковой дивизии 37-й армии Степного фронта. Отличился во время битвы за Днепр.
28 сентября 1943 года вместе со своей ротой одним из первых переправился через Днепр в районе села Мишурин Рог Верхнеднепровского района Днепропетровской области Украинской ССР. Вместе с другими полковыми подразделениями рота захватила плацдарм на западном берегу и в течение четырёх дней удержала его, отбивая немецкие контратаки. В конце 1943 года в одном из боёв за освобождение Черкасской области получил тяжёлое ранение, от которого умер 23 декабря. Похоронен в селе Русская Поляна Черкасского района Черкасской области.
Указом Президиума Верховного Совета СССР «О присвоении звания Героя Советского Союза офицерскому, сержантскому и рядовому составу Красной Армии» от 22 февраля 1944 года за «образцовое выполнение боевых заданий командования при форсировании реки Днепр, развитие боевых успехов на правом берегу реки и проявленные при этом отвагу и геройство» был удостоен посмертно высокого звания Героя Советского Союза. Также был награждён орденами Ленина и Отечественной войны 2-й степени.
В честь Дейнеко названы улица и школа в Октябрьском, там же установлен его бюст.